# Kompaktvan

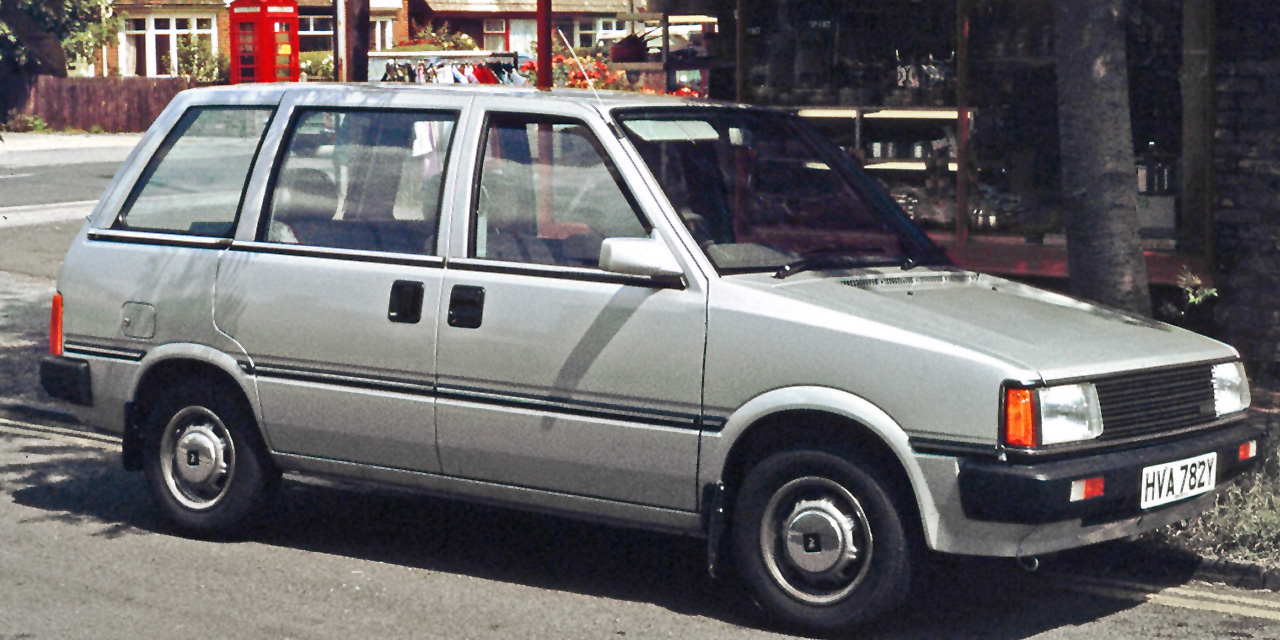
Einer der ersten Kompaktvans:
Nissan Prairie (1982)

Ein Kompaktvan ist ein Großraumwagen mit kleineren Abmessungen als die bisher im deutschen Sprachraum unter der englischen Bezeichnung Van bekannten Personenkraftwagen. 

## Merkmale
Hauptmerkmale dieser Fahrzeugklasse sind eine erhöhte Sitzposition verbunden mit einer Fahrzeughöhe von 150 cm bis 170 cm und die Veränderbarkeit (Variabilität) des Fahrgastraums. Die zweite Sitzreihe besteht in den meisten Fällen aus drei Einzelsitzen, die zusammengefaltet, gekippt und ganz ausgebaut werden können und dann einen Laderaum freigeben, der dem eines Lieferwagens (englisch: „van“) entspricht. Die Einzelsitze haben freilich gegenüber der klassischen Sitzbank den Nachteil, dass die Sitzposition vorgegeben ist, die äußeren Sitze näher an die Fensterfront rücken und dort wenig Ellenbogenspielraum lassen, während der mittlere Sitz schmaler und unbequemer ist. Daher kann man bei den meisten Modellen den Mittelsitz ausbauen und die äußeren Sitze nach innen versetzen. Aus dem gleichen Grund war das Konzept des Fiat Multipla und Honda FR-V mit drei Sitzen in der ersten Reihe und drei in der zweiten wenig erfolgreich. Der Mittelsitz kann mit umgelegter Lehne auch als Ablagefläche oder Spieltisch dienen und bei manchen Fahrzeugmodellen lassen sich die Sitze der ersten Reihe um 180 Grad drehen, so dass man sich in Fahrpausen wie in einem Bahnabteil gegenübersitzen kann.

## Varianten

### Siebensitzer auf Basis eines Kompaktklasse-Fahrzeugs
Die Fahrzeuglängen reichen bis 4,60 Meter und bieten Platz für eine dritte Sitzreihe, die in einen großen Gepäckraum umgewandelt werden kann, indem man sie ausbaut, umlegt oder versenkt. Modelle, bei denen die dritte Reihe im Fahrzeug versenkt werden kann, liegen im Trend, denn das Ausbauen der bis zu 22 kg schweren Sitze ist meist mühsam und es muss ein Aufbewahrungsort außerhalb des Fahrzeugs gefunden werden. Der sechste und siebte Sitz ist bei Erwachsenen allerdings nur für Kurzstreckenfahrten geeignet.

#### Aktuelle Modelle

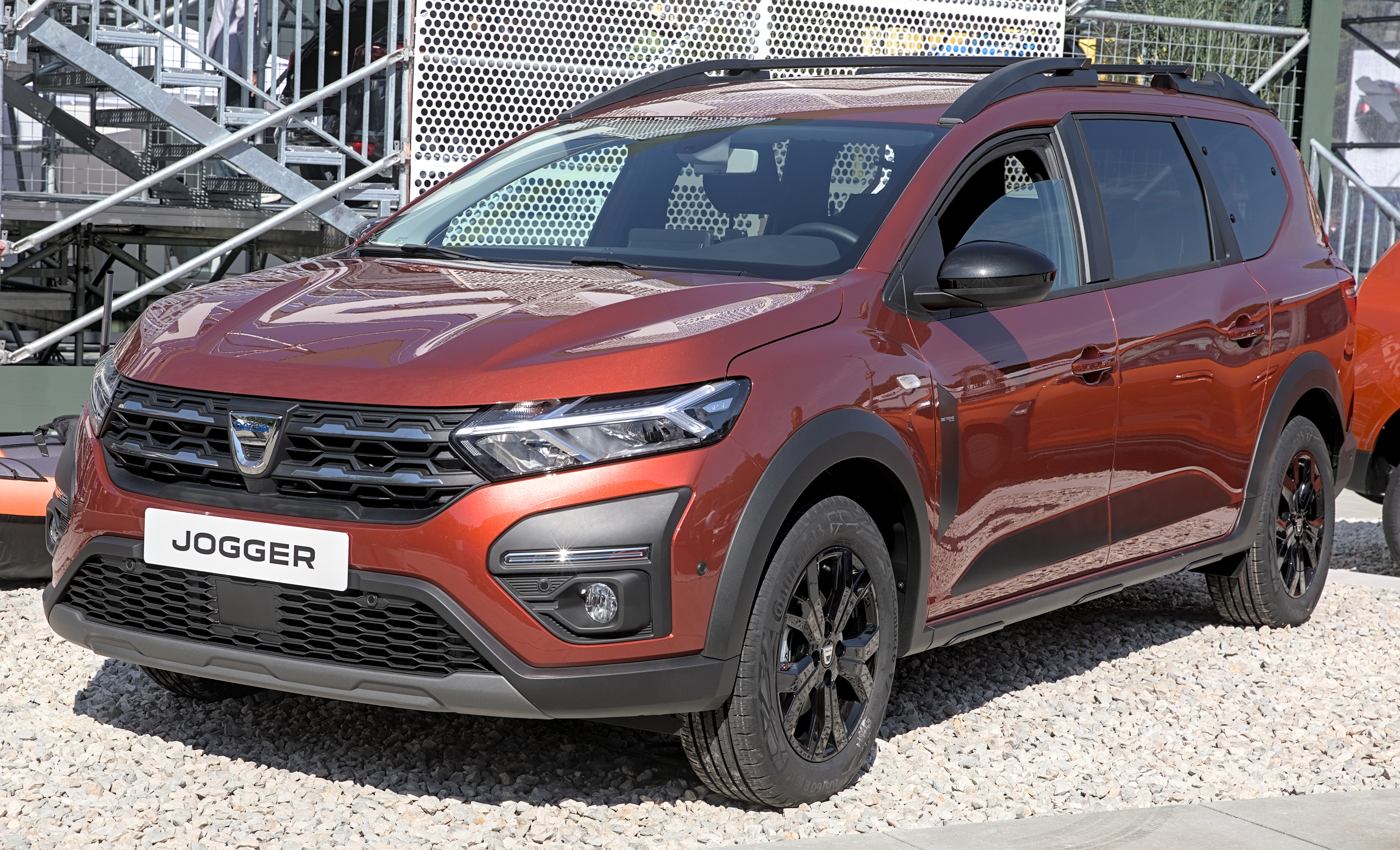
Dacia Jogger
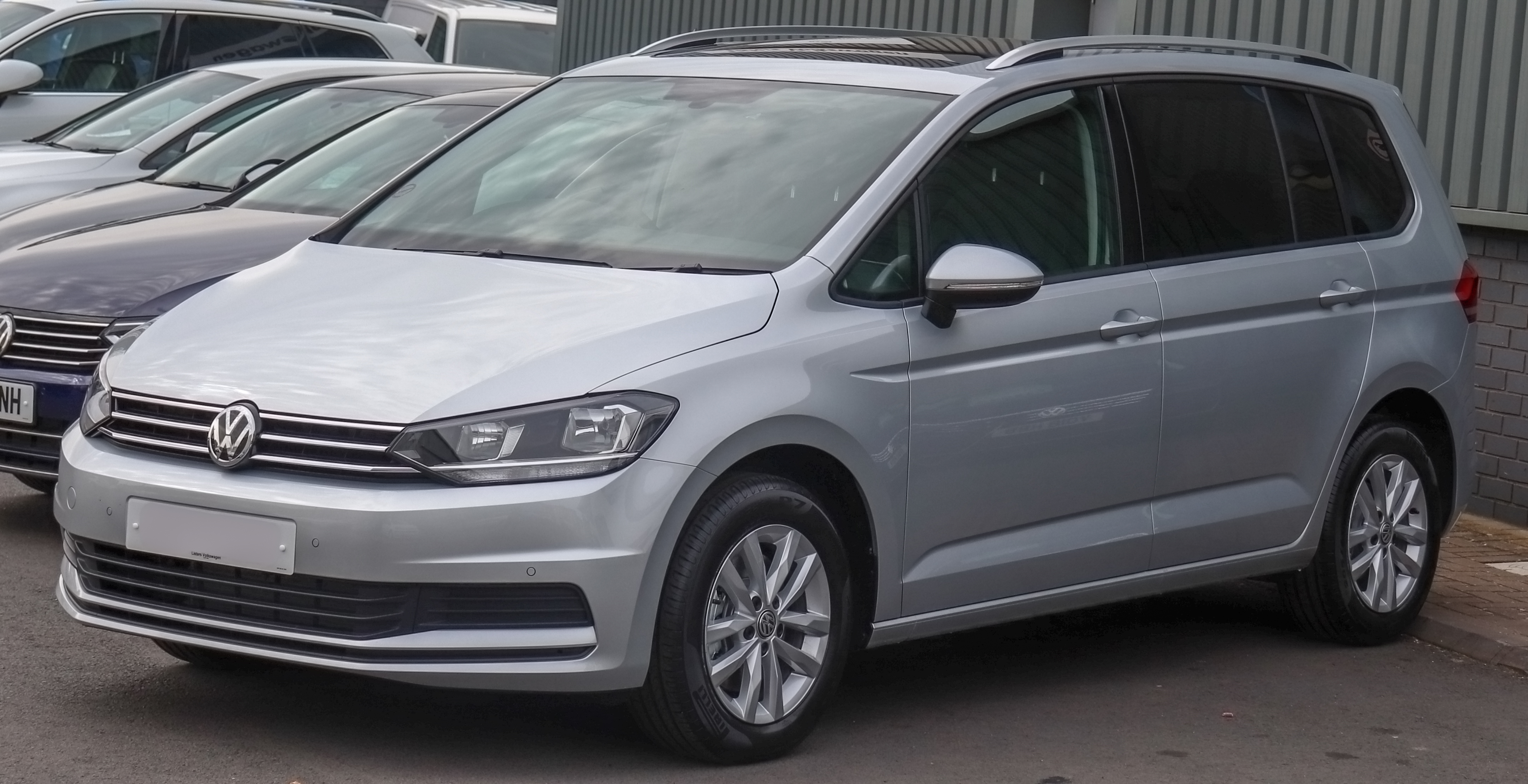
VW Touran

### Fünfsitzer
Sie entsprechen Kompakt- oder Mittelklassewagen mit erhöhter Sitzposition, aber maximal fünf Sitzen und zusätzlichem Gepäckraum.

#### Aktuelle Modelle

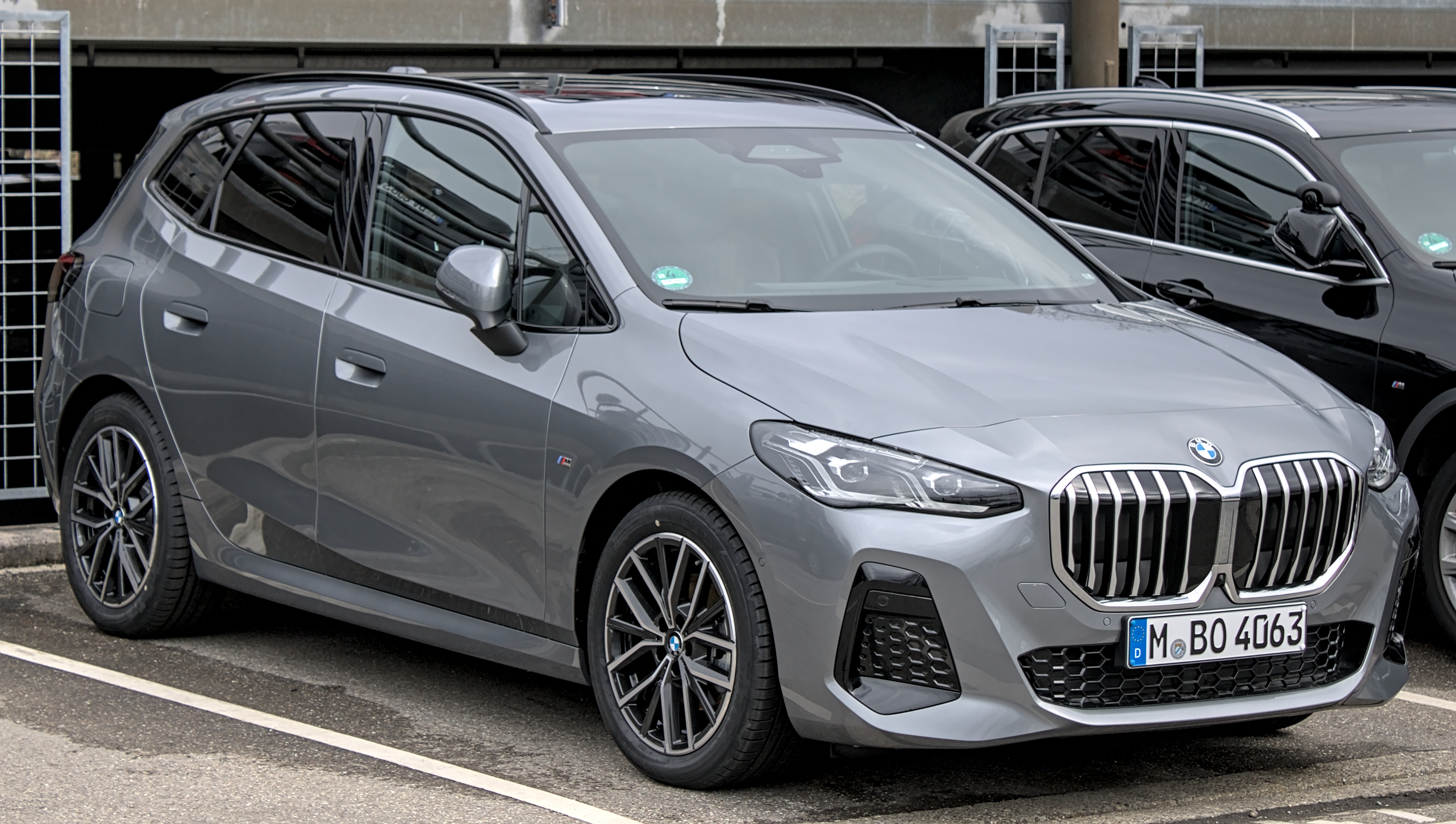
BMW 2er Active Tourer
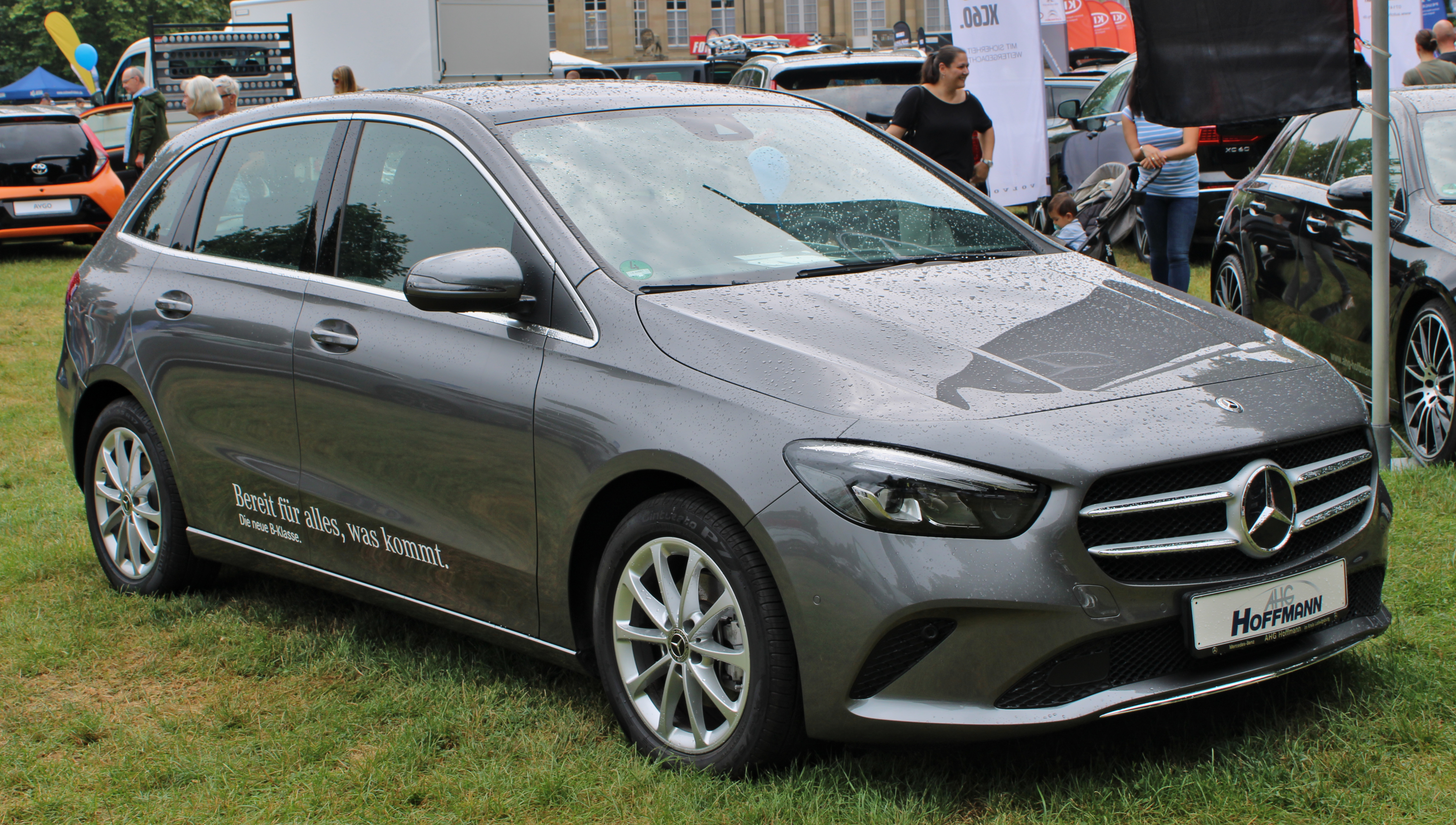
Mercedes-Benz B-Klasse